# Gustav Harry Müller

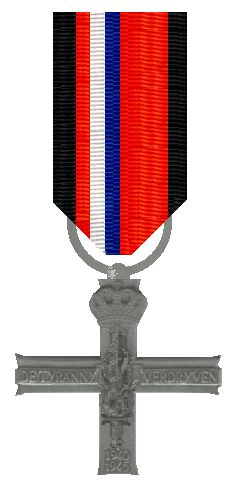
VHK

Gustav Harry Müller (7 maart 1910) was een Duitser die tijdens de Tweede Wereldoorlog het Nederlands verzet hielp. Hij kreeg het hiervoor het Verzetsherdenkingskruis (VHK).
Müller was een Duitse staatsburger en in Solingen actief lid van de KPD. In 1934 vluchtte hij naar Nederland. Vanuit Nederland produceerde hij met andere vluchtelingen materiaal voor de in de ban gedane communisten. In de oorlogsjaren maakte Müller deel uit van een Duits-Nederlandse verzetsgroep. In 1944 werd hij gearresteerd en veroordeeld tot 2 jaar gevangenisstraf.
Müller is een van de zeven buitenlanders aan wie het Verzetsherdenkingskruis is toegekend. Zes van hen waren Duitser, de zevende Oostenrijker.
Na de oorlog heeft Müller geholpen om een tentoonstelling in de Agnietenkapel in Gouda in te richten over het verzet in Solingen.